# 范琦
范琦（1971年4月18日—），中国足球裁判，2008年成为FIFA国际足球裁判员。本职警察，供职于北京市公安局。
作为国际足球裁判，范琦执法过亚足联挑战杯、亚洲足协杯、亚足联主席杯、东亚足球锦标赛、南亚足球锦标赛、世界杯亚洲区外围赛。
2009年中超联赛第9轮广州医药与重庆力帆的比赛中，范崎忘记将吃了两张黄牌的冯俊彦罚下，两分钟后在第四官员的提醒下才补发红牌将他罚下。2011年中超联赛，已退役的中国国家级足球裁判林国荣曾在上海申花与江苏舜天赛后评价范琦只是甲B联赛裁判水平。 2012年中超联赛中，范崎执法了17场比赛，他与谭海是该赛季执法比赛最多的中超裁判。17场比赛中，他执法了备受关注的联赛第28轮江苏舜天与广州恒大的比赛，恒大与舜天是该赛季的冠军和亚军。范琦在那场比赛中的表现得到了称赞。赛季结束后，范琦因整个赛季的良好发挥获得银哨奖。2013年中超联赛，范琦获铜哨奖。